# Вилхелм I (Шварцбург-Франкенхаузен)
Вилхелм I фон Шварцбург-Франкенхаузен (на немски: Wilhelm I von Schwarzburg-Frankenhausen; * 4 октомври 1534 в Зондерсхаузен; † 30 септември 1598 в Щраусберг, днес част от Зондерсхаузен) от род Шварцбург е от 1571 г. граф на Шварцбург-Франкенхаузен. Той основава линията Франкенхаузен.
Той е син на граф Гюнтер XL фон Шварцбург, наричан „Богатия", (1499 – 1552), и съпругата му графиня Елизабет фон Изенбург-Бюдинген-Келстербах († 1572), дъщеря на граф Филип фон Изенбург-Бюдинген-Ронебург.
Вилхелм следва няколко години в Ерфурт, Йена, Льовен и Падуа. След това няколко години е в двора на Юлих. От 1563 до 1565 г. той е на служба на Дания и се бие през 1566 г. против турците.
След смъртта на баща му през 1552 г. той управлява заедно с братята си Гюнтер XLI (1529 – 1583), Йохан Гюнтер I (1532 – 1586) и Албрехт VII (1537 – 1605). Вилхелм избира за своя резиденция град Франкенхаузен.
През 1571 г. братята разделят графството. Вилхелм получава управлението на Шварцбург-Франкенхаузен.

## Бракове
1. Вилхелм се жени за пръв път на 6 април 1567 г. за Елизабет Шлик цу Пасаун и Вайскирхен (* 1522; † 23 ноември 1590), дъщеря на граф Йоахим Шлик цу Пасаун и Вайскирхен.
2. След смъртта на първата му съпруга той се жени на 7 март или на 6 май 1593 г. за Клара (1571 – 1658), дъщеря на херцог Вилхелм фон Брауншвайг-Люнебург.

Двата му брака са бездетни.